# Robin Lässer
Robin Lässer (Isny im Allgäu, 1991. január 12. –) német motorversenyző, utoljára a MotoGP 125 köbcentiméteres géposztályában versenyzett.
A világbajnokságon 2008-ban mutatkozott be, ahol rgötön első évében két pontot is szerzett. Ennek ellenére 2009-re nem kapott szerződést.

## Külső hivatkozások
- Profilja a MotoGP hivatalos weboldalán Archiválva 2008. július 6-i dátummal a Wayback Machine-ben